# Finnur Magnússon
Finnur Magnússon (Finn Magnusen) (født 27. august 1781 på Skálholt, død 24. december 1847 i København) var en islandsk oldgransker og mytolog. Han var gehejmearkivar og etatsråd og udgav værker om mytologi, arkæologi og runetolkning; hans hovedværk er "Eddalæren og dens Oprindelse".
Finn Magnusson er berømt for sin tolkning og behandling af Runamo-indskriften. I 1833 rejste han sammen med geologen Forchammer og filologen Molbech til Runamo. Året efter fik Magnussen den ide at læse runeindskriften baglæns og han skrev senere en afhandling på 750 sider om fænomenet.

## Liv og karriere
Han var en dattersøn af biskop Finnur Jonsson. Som student rejste han til København i 1797 for at studere jura, men forblev her kun to år og blev arnamagnæansk stipendiat. På Island opholdt han sig til 1812, fra 1806 som sagfører ved Overretten i Reykjavik. Hans interesse vendte sig stadig mere mod videnskabeligt studium, og for at kunne drive det til noget rejste han atter 1812 til København. Fra nu af og lige til sin død var han optagen af det mest rastløse videnskabelige liv. Det er utroligt, hvor meget han fik udrettet. Allerede i 1815 blev han titulær professor. I 1819 blev det overdraget ham at holde forelæsninger over oldnordisk litteratur og mytologi ved Kunstakademiet. I 1823 blev han ansat ved Gehejmearkivet, og efter G. Thorkelin’s død i 1829 blev han dennes efterfølger som geheimearkivar. Sammen med Rasmus Rask og andre stiftede han Det Islandske Litterære Selskab i 1816, og sammen med Rafn og andre Det Kongelige Nordiske Oldskriftselskab i 1825, hvis vicepræsident han var fra 1828. Han var repræsentant for Island i Østifternes Stænderforsamling 1835—42. Han blev etatsråd i 1839, var højt anset i ind- og udland og medlem af en mængde lærde selskaber. Han blev medlem af Videnskabernes Selskab i 1830.

## Forskning i Eddaen
Hans litterære hovedværker angik særlig mytologi, arkæologi og runetolkning. 1821—23 udkom hans særdeles dygtige oversættelse af den ældre Edda med filologiske og mytologiske anmærkninger; dertil var nøje knyttet hans mytologiske hovedværk: "Eddalæren og dens Oprindelse" i fire bind, 1824—26, prisbelønnet af Videnskabernes Selskab. Dette Værk viste forfatterens forbavsende lærdom og belæsthed i alverdens litteraturer. Det indeholdt en fremstilling af de "gamle Nordboers Digtninger og Meninger om Verdensaandernes og Menneskenes Tilblivelse, Natur og Skæbne« i en systematisk orden. Derimod behandlede det ikke de enkelte guder hver for sig. Den efter kilderne givne fremstilling var god og for det meste rigtig, men forfatterens egen behandling og fortolkning af den gamle mytologi, der i sin tid vakte megen opsigt, må siges i det hele at være forfejlet. Den udførte fortolkning er her gennemført og det til en fortvivlet yderlighed. De tolv gudeboliger er de tolv Zodiakaltegn, Bure er, for blot at nævne et eksempel, en klippe, opkommen af det salte hav; hans søn Borr eller Börr er så det første fjeld, rimeligvis Kaukasus, "kaldet af Perserne Borz (Genetivet af det oldnord. Borr)", Borr’s hustru Bestla er "mulig den Ismasse, der dannede sig paa dets Alpetoppe" og så fremdeles. Således helt igennem. Desuden søgte han at bevise, at de gamles kosmogoni var i overensstemmelse med geologiens daværende lære om jordens tilblivelse. Det anførte eksempel viser også, hvor fantasifulde hans sproglige forklaringer og jævnførelser kunne være. I det hele var han mere en flittig samler end en kritisk analytiker. Desuden var sprogkundskaben endnu dengang på et lavt standpunkt. Til dette værk sluttede sig Lexicon Mythologicum, der udgaves som 3. bind’s sidste del af den arnamagnæanske udgave af den ældre Edda, hvis 3. bind’s 1. del han også besørgede, samt en historisk-kalendarisk afhandling, "Den første November og den første August" i 1829, foruden en mængde mindre afhandlinger, navnlig i tidsskrifter.

## Grønlands historiske Mindesmærker
Af historisk-antikvariske værker indtog "Grønlands historiske Mindesmærker" i 3. bind, København 1838—45, den mest fremragende plads; her var omhyggeligt samlet alt, hvad der kunne oplyse Grønlands gamle historie indtil ca. 1500. Teksterne var nøjagtig udgivne med dansk oversættelse og udførlige indledninger og oplysende anmærkninger. Dette blev Magnússons ubetinget bedste arbejde.

## Andre værker
Af historiske arbejder kan særlig fremhæves enafhandling "Om de engelskes Handel og Færd paa Island i 15. Aarhundrede" i "Nordisk Tidsskrift for Oldkundskab", II, samt "Udsigt over Snorre Sturlusen’s Liv og Levnet" i "Skandinavisk Litteratur Selskabs Skrifter" 19 med flere.

## Runeforsker
Magnússon var en af sin tids største runologer. Han undersøgte og fortolkede en mængde runeindskrifter, men på grund af hans og samtidens mangelfulde indsigt i sproghistorie overhovedet måtte fortolkningen også blive mangelfuld.
En sørgelig navnkundighed opnåede han ved sin behandling af den såkaldte "Runamo-indskrift" i hans hovedafhandling i "Videnskabernes Selskabs Skrifters historisk filosofiske Afdeling", VI fra 1841. En formodet indskrift på klippen Runamo i Blekinge, der allerede af Saxo omtales som runemindesmærke, undersøgtes af ham og geologen Johan Georg Forchhammer i forening. Efter, at den sidste havde erklæret, at en hel del figurer på klippen ikke var naturlige ridser, var det forståeligt — og det tjener til Magnússons undskyldning — at han søgte at forklare dem som runer, men disse kunne rigtignok kun "tydes" ved hjælp af flere forskellige kunstgreb, og den derved fremkomne "læsning" røber sig som sproglig umulig. Kort efter blev det uomstødelig bevist af Berzelius og Worsaae, at de formodede runer kun var naturlige ridser. Påvisningen heraf har sikkert gjort et overvældende indtryk på den ellers så samvittighedsfulde forfatter, og man antager, at den har fremskyndet hans død. I øvrigt bør det ikke glemmes, at den nævnte afhandling indeholder meget andet og mere — til dels værdifuldt — end selve tolkningen af Runamo.

## Forsker i Islands historie
På Islandsk forfattede Magnússon, der i en række af år var Det islandske litterære Selskabs formand i København, dets oversigt over udenlandske begivenheder "Islenzk Sagnablöð", I—X og "Skirnir", I og redigerede deri islandsk almanak.

## Videnskabelig arv
Ser man tilbage på Magnússons videnskabelige virksomhed, er der meget, der for længst er forældet, både på grund af hans opfattelse af sagen og hans meget mangelfulde metode. Dette gælder særlig hans mytologiske skrifter. Derimod besidder flere af hans historisk-antikvariske afhandlinger og udgaver endnu betydelig værdi.

## Digter
Magnússon optrådte som digter både på islandsk og dansk, men som sådan er han temmelig ubetydelig.

## Personlighed
Han var en af de flittigste og mest belæste stuelærde, en overordentlig beskeden og bramfri mand, en elskværdig personlighed.

## Håndskriftsamling
Magnússon ejede en stor bogsamling, deriblandt en betydelig, værdifuld håndskriftsamling, der hovedsagelig solgtes til England.